# معاون نخست‌وزیر کره جنوبی
معاون نخست‌وزیر جمهوری کره (کره‌ای: 대한민국의 부총리)مقامی از اعضای ارشد دولت کره جنوبی است که به عنوان معاون نخست‌وزیر کره جنوبی فعالیت می‌کند. معاون ارشد نخست‌وزیر در صورت استیضاح به جای نخست‌وزیر عمل می‌کند.
درحال حاضر  لی جو هو به عنوان معاون نخست‌وزیر خدمت می‌کند. همچنین لی به عنوان موقت نخست‌وزیر و سرپرست ریاست جمهوری کره جنوبی فعالیت می‌کند.

## پیوند به زبان‌های دیگر
- مشارکت‌کنندگان ویکی‌پدیا. «Deputy Prime Minister of South Korea». در دانشنامهٔ ویکی‌پدیای انگلیسی، بازبینی‌شده در ۱۴ ژانویه ۲۰۲۵.